# International Blackjazz Society
| Recensione | Giudizio |
| ---------- | -------- |
| AllMusic   |          |

International Blackjazz Society è il settimo album in studio del gruppo musicale norvegese Shining, pubblicato il 23 ottobre 2015 dalla Spinefarm Records.

## Descrizione
Prima pubblicazione attraverso l'etichetta finlandese (con la quale il gruppo firmò il 20 aprile 2015), l'album abbandona parzialmente le sonorità heavy metal del precedente One One One in favore di un hard rock sperimentale influenzato dalla musica industriale.
L'uscita del disco è stata anticipata dai singoli The Last Stand e Last Day, presentati rispettivamente il 7 agosto e il 25 settembre, oltre che da uno streaming speciale tenuto su Tidal il 19 ottobre esclusivamente in Norvegia.

## Tracce
Testi e musiche di Jørgen Munkeby.
1. Admittance – 1:06
2. The Last Stand – 4:17
3. Burn It All – 5:15
4. Last Day – 4:10
5. Thousand Eyes – 6:50
6. House of Warship – 4:35
7. House of Control – 6:51
8. Church of Endurance – 0:59
9. Need – 4:08

## Formazione
Gruppo
- Jørgen Munkeby – voce, sassofono, chitarra, tastiera, basso
- Håkon Sagen – chitarra
- Tobias Ørnes Andersen – batteria
- Eirik Tovsrud Knutsen – tastiera
- Tor Egil Kreken – basso

Produzione
- Jørgen Munkeby – produzione, registrazione
- Sean Beavan – produzione esecutiva, missaggio, registrazione
- Tom Baker – mastering
- Jock Loveband – registrazione